# 苯基二氯化膦
苯基二氯化膦是一种有机磷化合物，化学式 C6H5PCl2。这种无色粘稠液体常用于制备膦。
苯基二氯化膦可以商购。它可以由苯和三氯化磷经三氯化铝催化的亲电取代反应而成。它是合成其它如二甲基苯基膦的化合物的中间体：
C6H5PCl2 + 2 CH3MgI → C6H5P(CH3)2 + 2 MgICl
在麦克马考反应中，苯基二氯化膦和二烯反应，可以得到磷唑类化合物。